# Adriana quadripartita
Adriana quadripartita är en törelväxtart som först beskrevs av Jacques-Julien Houtou de La Billardière, och fick sitt nu gällande namn av Charles Gaudichaud-Beaupré. Adriana quadripartita ingår i släktet Adriana och familjen törelväxter. Inga underarter finns listade i Catalogue of Life.

## Bilder

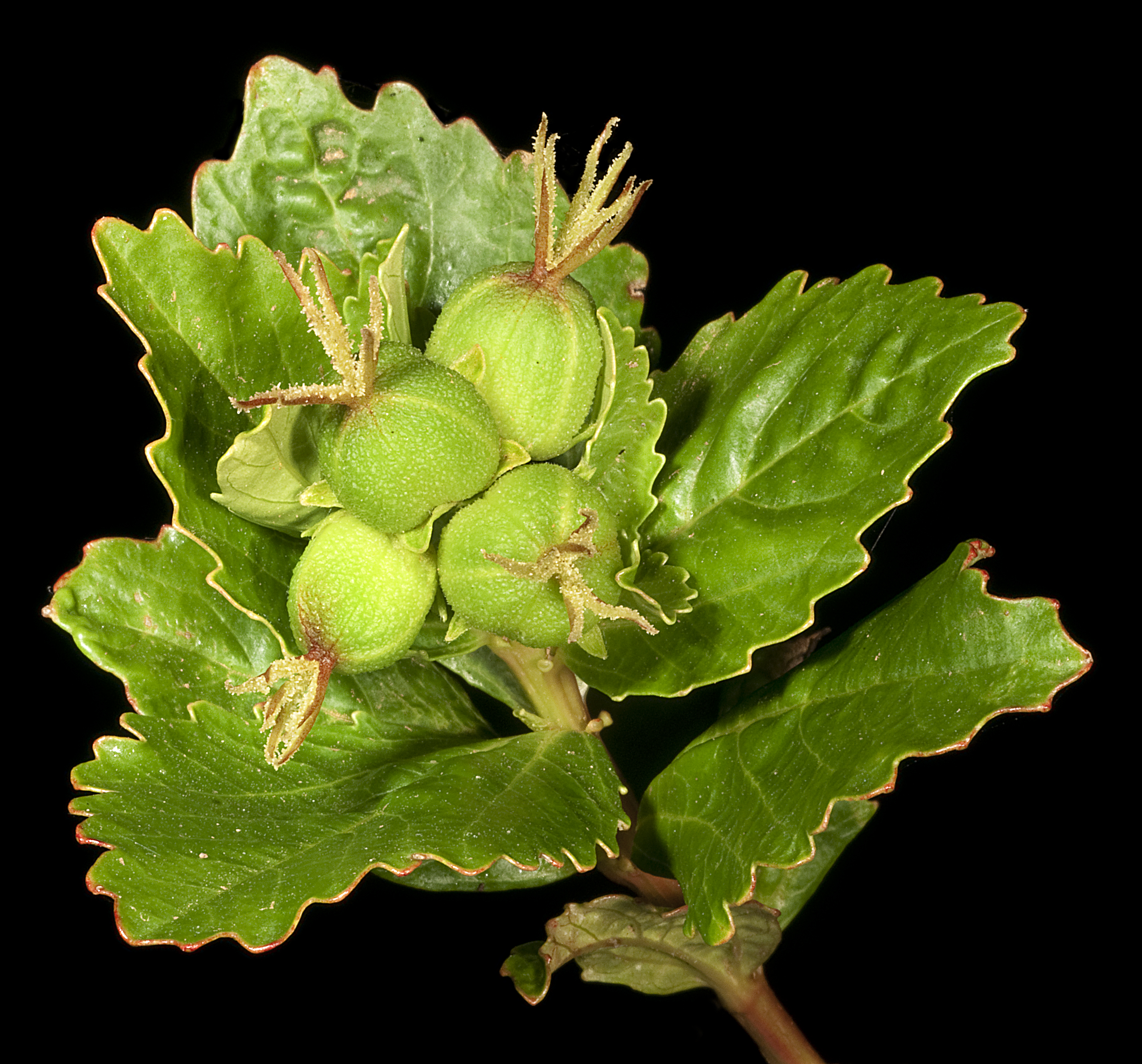
Female
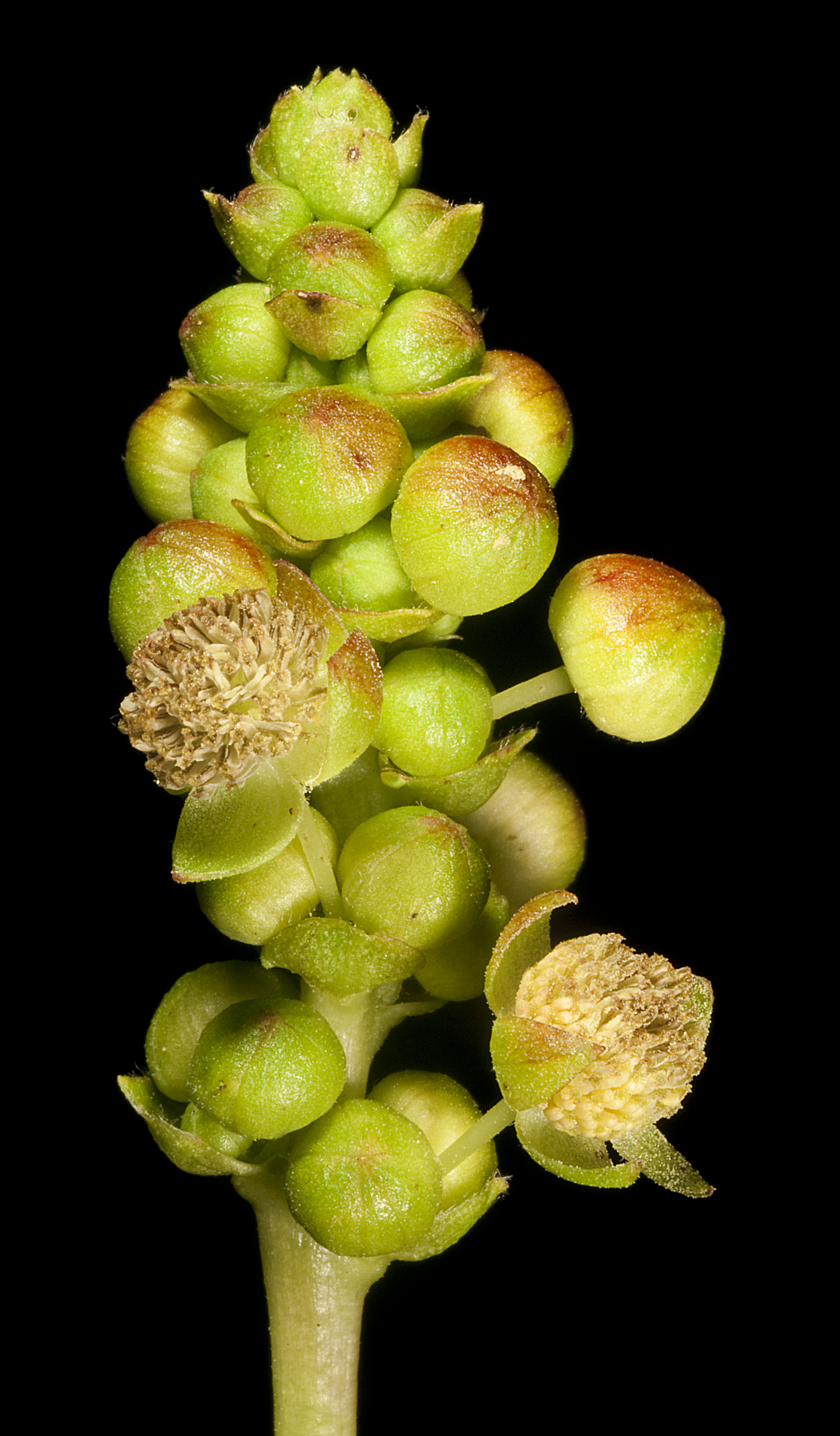
manlig